# Ralph Bernal
Ralph Bernal, né le 2 octobre 1783 ou 2 octobre 1784 - mort le 26 août 1854, est un homme politique britannique membre du parti Whig  et collectionneur d'art.

## Biographie
Ses parents, Jacob Israël Bernal et son épouse Leah da Silva, sont des juifs Séfarades d'origine espagnole et portugaise mais il est baptisé à St Olave Hart Street (en) à Londres,.
Pendant sa jeunesse, il est acteur et joue avec succès dans plusieurs œuvres de William Shakespeare ce qui lui vaut une renommée pour son éloquence.
Il est député pour Lincoln de 1818 à 1820  et MP pour Rochester de 1820 à 1841 et de nouveau de 1847 à 1852.
De 1842 à 1847 il est député pour la circonscription de Weymouth and Melcombe Regis.
Bernal est élu président de la British Archaeological Society en 1853. Il réunit une importante collection de verres, céramiques et autres objets d'art vendus aux enchères après sa mort, les 4 000 lots pour 70 000 £.
Il épouse Ann Elizabeth White en avril 1806. Son fils ainé est Ralph Bernal Osborne (1808–1882), politicien qui prend le surnom Osborne par son mariage avec la fille de Sir Thomas Osborne, 9e baronet.
L'arrière-arrière-arrière-arrière-petite-fille de Bernal est l'actrice est Olivia Wilde.

## Source de la traduction
- (en) Cet article est partiellement ou en totalité issu de l’article de Wikipédia en anglais intitulé « Ralph Bernal » (voir la liste des auteurs).